# Приянки
Приянки — населённый пункт, входящий в состав Кипчаковское сельского поселения Кораблинского района Рязанской области.

## Географическое положение
Приянки находятся в южной части Кораблинского района, юго-востоку от райцентра.

## Население
| 1859 | 1906 | 2010 |
| ---- | ---- | ---- |
| 332  | ↗530 | ↘83  |

## История
В платежных книгах Пехлецкого стана 1594–1597 годов упоминается деревня Прияны. В более поздних источниках деревня называлась Преяны. 
В XVII веке и позже – сельцо Приянки. Селение находилось в составе Подвисловской волости Ряжского уезда, при речке Приянке.

## Хозяйство
В советское время действовал животноводческий комплекс.

## Инфраструктура
Дорожная сеть
Приянки пересекает автотрасса регионального значения Р-126 «Рязань-Ряжск».
Транспорт
Связь с райцентром осуществляется пригородным маршрутом №124 «Ряжск-Кораблино».
Торговля
Каждую пятницу приезжает автолавка.